# 赤尾清綱
赤尾清綱（1514年—1573年9月1日），日本戰國時代至安土桃山時代的武將。淺井氏家臣。
赤尾氏是近江國國人，最初在京極氏配下，後來仕於淺井氏。

## 略歷
在永正11年（1514年）出生。在淺井亮政時期開始就仕於淺井氏。受到當主深厚信賴，以小谷城內防衛的要所「赤尾曲輪」為居館，並在該處駐守。通常家臣只會持有城下的武家屋敷，以曲輪為居館，即被允許在城內持有居館，可見得到非常深厚的信賴，與海北綱親和雨森清貞並稱為「淺井三將」、「海赤雨三將」。
在淺井久政時期，與遠藤直經等人一同計劃令久政的兒子長政繼承家督，以及令久政隱居，在久政出城之時，佔據小谷城，令久政把家督委讓予長政。在長政成為當主的時期，自身已經相當年老，所以主要是以軍目付的身份在陣。在亮政與六角氏進行攻防戰時，一時間前往越前國退避，因為與朝倉氏結成同盟以圖再起的關係，在家中採取親朝倉的立場。天正元年（1573年），在與織田氏的戰鬥中戰敗後被虜獲，並在信長面前切腹（小谷城之戰）。（『信長公記』）
嫡子虎千代（後來的赤尾清冬）因為清綱的忠義而被信長赦免。

## 人物
- 設置赤尾曲輪，以赤尾美作守之名而為人所知。

## 登場作品
電視劇
- （1973年，演員：最上龍二郎）
- 『功名十字路』（2006年，演員：仲野文梧）
- 『江～公主們的戰國～』（2011年，演員：油井昌由樹）